# Герб Старобільського району
Герб Старобі́льського району — офіційний символ Старобільського району Луганської області.

## Опис
Герб району являє собою геральдичний щит французької форми, розділений по горизонталі на три рівні частини. Верхня частина червоного кольору. В середній синьо-зеленій частині знаходиться перекинутий глечик, з якого ллється вода. У нижній частині золотого кольору знаходиться зображення чорного коня, що біжить праворуч.

## Символіка
- Червоний колір — колір боротьби, боротьби українського народу за власну державність.
- Зелений колір символізує природу краю, сільськогосподарську направленість господарства міста.
- Золотий колір — символ багатства, достатку та добробуту жителів міста.
- Перевернутий глек символізує річки та джерела міста.
- Кінь пов'язує сучасний герб міста з історичним.